# Homoneura setiparameria
Homoneura setiparameria är en tvåvingeart som beskrevs av Mitsuhiro Sasakawa 1991. Homoneura setiparameria ingår i släktet Homoneura och familjen lövflugor. Inga underarter finns listade i Catalogue of Life.